# 小行星2096
小行星2096（2096 Vaino）是一颗围绕太阳公转的小行星。1939年10月18日，爾約·維薩拉在图尔库发现了此天体。
該小行星以芬蘭民族史詩《卡勒瓦拉》的主角萬奈摩寧命名。
这颗小行星的绝对星等为38.77104等。